# Accidente tranviario del Riachuelo
El Accidente tranviario del Riachuelo fue un siniestro ocurrido el sábado 12 de julio de 1930 a las 06:23 a. m., cuando el tranvía N° 75 de la Línea 105 que recorría el trayecto de Temperley en la provincia de Buenos Aires a Plaza Constitución  en la ciudad de Buenos Aires se precipitó al Riachuelo, que es justamente el límite entre ambas jurisdicciones, al entrar al Puente Bosch cuando la parte central de éste se hallaba levantado. Fallecieron 56 personas y solo 4 sobrevivieron.
Es considerado al accidente más grave protagonizado por un tranvía que haya ocurrido en la República Argentina. 

## El Puente Bosch
Es un puente balanceador de estructura metálica remachada, compuesto por tres tramos, dos de los cuales son fijos ( los extremos), y uno levadizo, central. Las luces de cada tramo son 16.00 m (tramo Sur) 20.50 m (tramo Central) y 16.50 m (tramo Norte). La distancia entre ejes de vigas principales es de 9.30 m (tramo Sur), 9.40 m (tramo Central) y10.90 m (tramo Norte). Corre junto a las vías del ferrocarril General Roca entre las estaciones Estación Hipólito Yrigoyen y Avellaneda. Fue inaugurado el 30 de julio de 1908

## El accidente
El interno N° 75 de la Línea 105 partió de Temperley, en el sur del Gran Buenos Aires, a las 5 de la mañana del sábado 12 de julio de 1930. En el trascurso de una hora llenó su capacidad de 36 pasajeros sentados y los nuevos pasajeros deben viajar parados. El tranvía transportaba en su mayoría a obreros que se dirigían a sus trabajos y esperaban llegar al centro de Buenos Aires a las 7 de la mañana. En medio de una espesa niebla, el vehículo llegó al Puente Bosch (que cruza las aguas del Riachuelo) a las 06:20 a. m.. El conductor no advirtió, debido a la espesa niebla, que el puente tenía su parte central levantada para permitir el paso de una lancha de carga y continuó la marcha. Una vez dentro del puente se dio cuenta de la inclinación del mismo pero, por motivos que se detallan abajo, no logró frenar y cayó directo al agua. Mueren 56 personas y solo 4 logran sobrevivir.

Yo viajaba sentado en uno de los asientos delanteros del lado de la ventanilla. Todas estaban cerradas por el frío y el pasillo estaba repleto de pasajeros. Cuando el tranvía dio vuelta para llegar al puente, vi las luces rojas de peligro y me extrañó que no se detuviera. Sentí una sensación parecida a la de los ascensores que bajan rápido y me encontré en el agua. Todavía no me explico cómo salí del tranvía. Debe haberse roto el vidrio de mi ventanilla, porque tengo una herida en la frente y otra en la mano izquierda. Sin saber nadar, estuve chapoteando un rato hasta que me sacaron.
Remigio Benadasi, sobreviviente.

El hecho fue inspiración del largometraje argentino Dock Sud de Tulio Demicheli (1953), cuya trama gira en derredor de las consecuencias del accidente. En el largometraje argentino La Mary (1975) se representa el hecho relacionándolo con un episodio de la niñez de la protagonista.

## Rescate

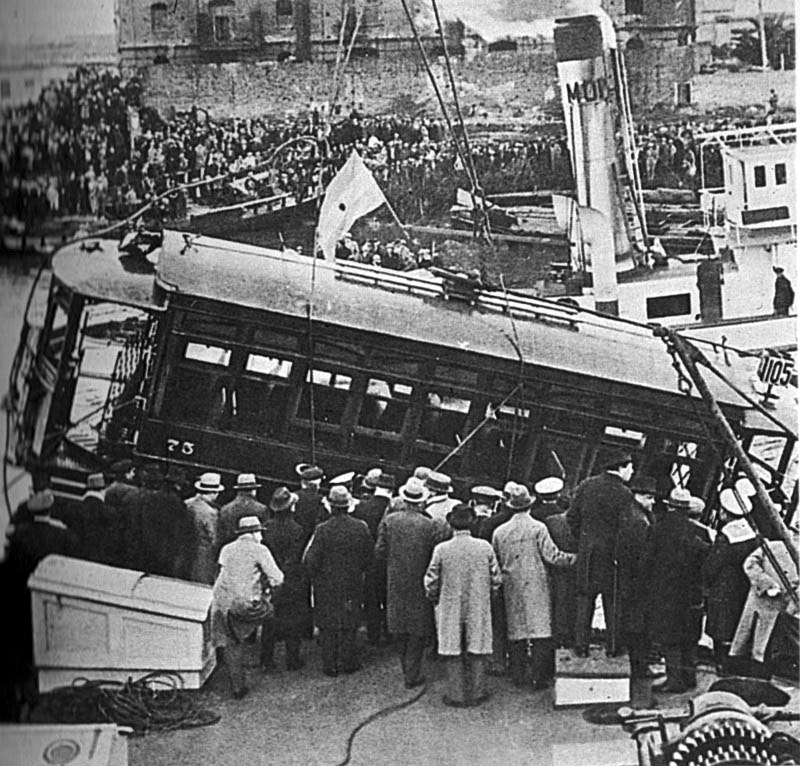
El tranvía recién rescatado

Al lugar del hecho llegaron rápidamente bomberos, policías y vecinos. En un primer momento los pocos sobrevivientes que lograron escapar fueron socorridos desde lanchas del Ministerio de Obras Públicas. Inicialmente se identificaron 44 cadáveres. El despliegue necesario para poder sacar el tranvía del agua dio a la prensa el tiempo necesario para poder ir a cubrir el hecho. De esta manera, hubo una gran cobertura mediática del accidente, destacándose la del diario Crítica en los relatos y la de la revista Caras y Caretas en las fotografías.

En ese momento me pareció escuchar el ruido de un tranvía y sentí un sudor frío. Me asomé por la ventana de mi garita y vi, entre la niebla, las luces de las ventanillas de un vehículo que acababa de entrar al puente. Medio desesperado, empecé a gritar para que el motorman me escuchara, pero fue inútil. Era el tranvía 105, que venía muy ligero [rápido]. El conductor no podía escucharme; tampoco tenía tiempo ya de frenar. Pasó debajo mío como una tromba y lo vi caer al vacío en forma espectacular, hasta que se hundió completamente en el río; en ese momento se apagaron los chirridos de las ruedas y se sintió el ruido del impacto con el agua. Después todo fue silencio aterrador. Bajé de la garita y me encontré con otras personas que también habían presenciado la escena y empezamos a pensar cómo diablos podríamos sacar a esa gente de allí dentro.
Manuel José Rodríguez, operador del puente Bosch.

## Causas
El accidente se debió a una sumatoria de sucesos. En un primer momento se acusó al conductor, Juan Vescio, de haber causado al accidente por imprudencia al no advertir la señal del puente. Posteriormente, la investigación judicial comprobó que, si bien en un primer momento Vescio no notó que la señal, cuando la advirtió e intentó frenar, descubrió que la manivela de freno del tranvía se hallaba trabada por el desgaste, impidiendo así reducir la velocidad. Con muy poco tiempo y presa de la desesperación, en lugar de interrumpir el suministro eléctrico (como debe hacerse reglamentariamente en estos casos) intentó forzar la manivela para destrabarla, sin éxito alguno.